# 那覇サーヴィス・センター

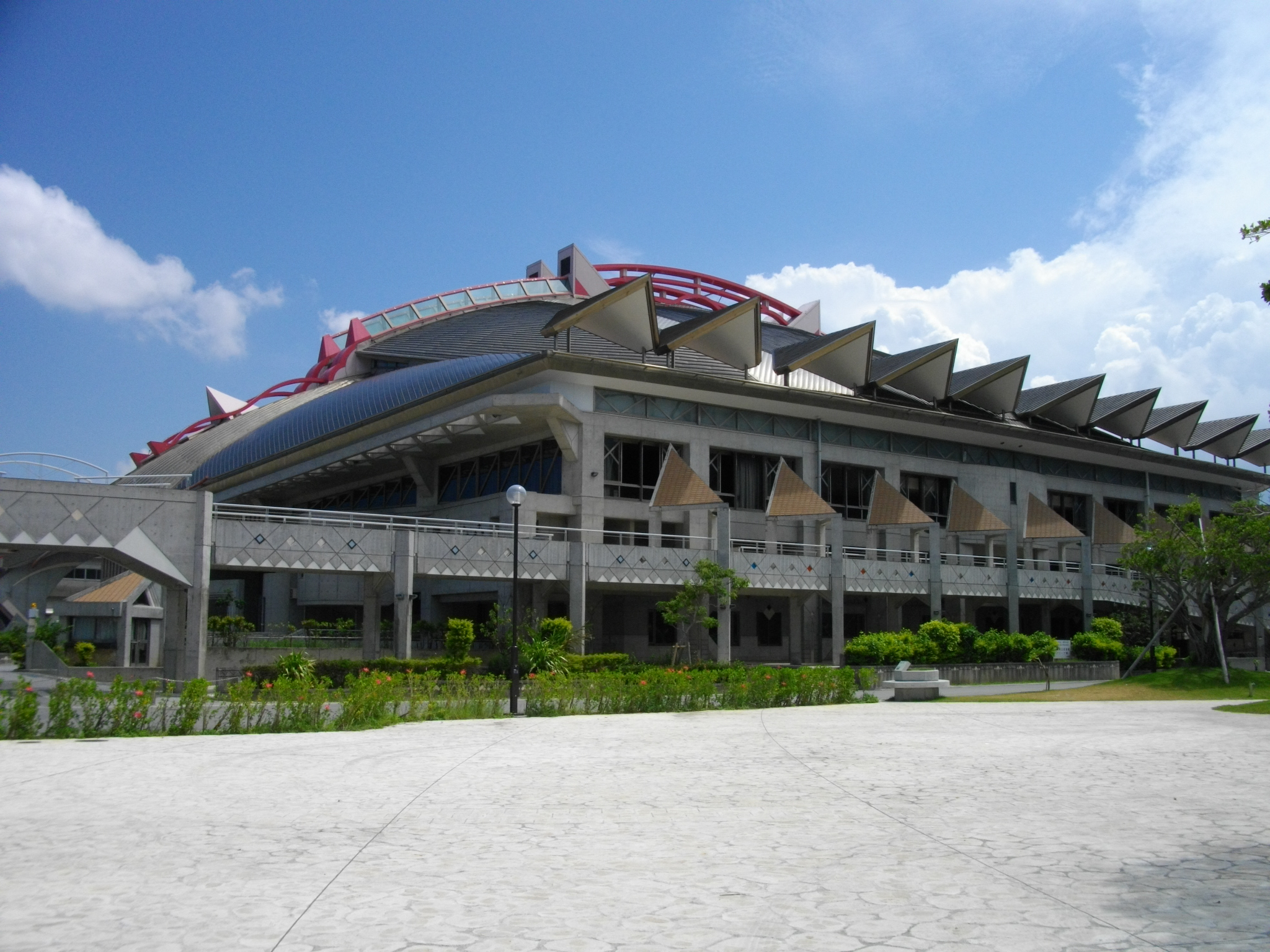
現在は返還され沖縄県立武道館が建っている。

那覇サーヴィス・センター（なはサーヴィス・センター）は、沖縄県那覇市通堂にあったアメリカ軍の福利厚生施設。沖縄返還協定での施設番号はFAC6065。現在は返還され、3000名収容可能なアリーナ沖縄県立武道館となっている。奥武山公園と一体で、スポーツやイベント、憩いの場として利用されている。

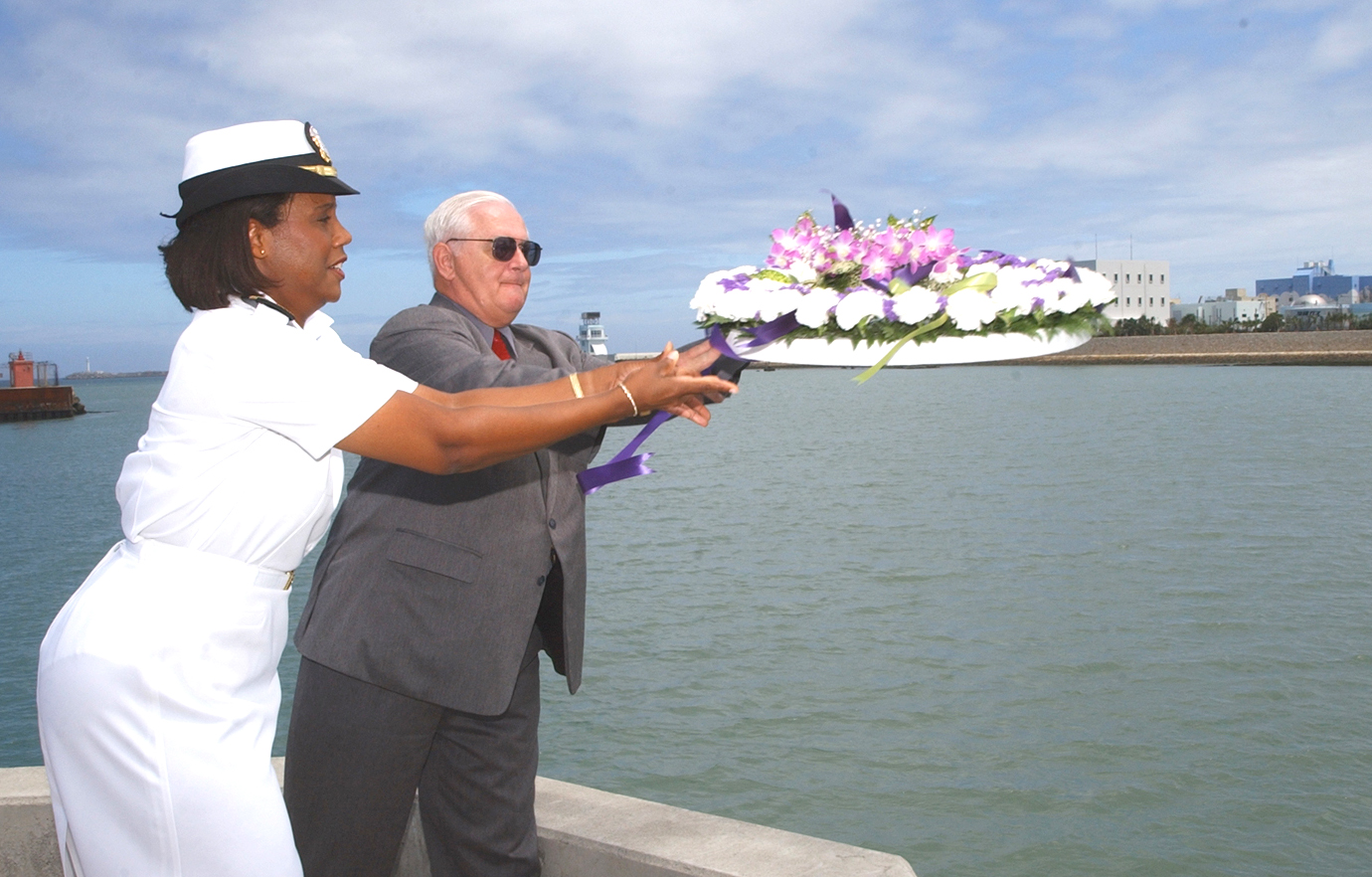
隣接する那覇軍港から戦死した兵士に追悼のリースを投げる United Seaman's Service Center の局長

## 概要
那覇港湾施設 (那覇軍港) と道路を挟んで隣接していた米兵の厚生施設。沖縄返還協定では名称はナハ・サービス・センターとなっていたが、United Seamen's Service Club 通称「シーメンズ・クラブ」とよばれ、施設内にはバー・レストラン、酒類、雑誌等を販売する売店、スロットなどのゲームコーナーなどがあった。東側の現在の奥武山総合運動場あたりに事務所があった。
- 面積：5,000 m2
- 場所：那覇市通堂
- 建物：事務所、レストラン、売店
- 工作物：駐車場

復帰前、福利厚生施設として使用開始。
1972年5月15日、「那覇サービス・センター」と改称提供開始（使用主目的：厚生施設）。 
1978年9月30日、陸軍から海兵隊へ移管。 
1985年4月30日、道路拡幅のため約70 m2返還（第15回安保協合意分）。 
1995年8月31日、全返還。 
現在、同地域には県立武道館が建設され、奥武山公園と併せて総合的な県民のスポーツ、やイベント、憩いの場として利用されている。
また、シーメンズ・クラブは現在は那覇港湾施設のなかに移転している。

## 小禄半島の米軍基地
1945年6月4日: 沖縄戦で米軍が小禄に上陸、以降小禄半島の小禄村は、そのほぼ全域 (83%) が米軍基地として長らく接収されていた。
| 小禄半島にあった米軍基地 | 小禄半島にあった米軍基地 | 旧名称                   | 備考                 |
| ------------------------ | ------------------------ | ------------------------ | -------------------- |
| FAC6064                  | 那覇港湾施設             | 那覇軍港                 |                      |
| FAC6065                  | 那覇サーヴィス・センター | 那覇サーヴィス・センター | 返還                 |
| FAC6066                  | 那覇空軍・海軍補助施設   | 那覇空軍・海軍補助施設   | C表: 空自 那覇基地   |
| FAC6067                  | 那覇サイト               | 那覇陸軍補助施設         | B表: 空自 那覇基地   |
| FAC6089                  | 那覇海軍航空施設         |                          | 返還 沖縄空港        |
| -                        | 那覇ホイール地区         |                          | C表: 陸自 那覇駐屯地 |

## 参考項目
- 沖縄の米軍基地